# Delgrupp
En delgrupp eller undergrupp är ett matematiskt objekt inom gruppteori. Om vi har en grupp G med en binär operation *, säger vi att en delmängd H av G är en delgrupp till G om H också är en grupp under operationen *. Mer precist är H en delgrupp till G om inskränkningen av * till H x H är en gruppoperation på H. Detta skrivs vanligtvis H ≤ G, utläst "H är en delgrupp till G".
En äkta delgrupp till en grupp G är en delgrupp H som är en äkta delmängd av G (det vill säga H ≠ G). Den triviala delgruppen till varje grupp är delgruppen {e}, som bara består av identitetselementet.
Samma definitioner gäller också för semigrupper, men i det följande diskuteras enbart delgrupper till grupper. Gruppen G betecknas ibland (G,*), vanligtvis för att framhäva operationen * när G har flera algebraiska eller andra strukturer. Vi följer den vanliga konventionen att skriva produkten a*b som ab.

## Grundläggande egenskaper hos delgrupper
- H är en delgrupp till gruppen G om och endast om den är icke-tom och sluten under gruppmultiplikation och invertering. (Slutenhetsvillkoren innebär att när a och b tillhör H måste ab och a−1 också tillhöra H. Dessa två villkor kan kombineras till ett ekvivalent villkor: när a och b tillhör H måste ab−1 också tillhöra H.) Om H är ändlig är H en delgrupp om och endast om H är sluten under multiplikation. (I detta fall genererar varje element a i H en ändlig cyklisk delgrupp i H, inversen av a är då a−1 = an − 1, där n är ordningen för a.)
- Egenskapen ovan kan beskrivas i termer av homomorfi; det vill säga att H är en delgrupp till en grupp G om och endast om H är en delmängd av G och det finns en inklusionshomomorfi (det vill säga att i(a) = a för alla a) från H till G.
- Identitetselementet i en delgrupp är identitetselementet i gruppen: om G är en grupp med identitetselementet eG, och H är en delgrupp till G med identitetselementet eH är eH = eG.
- Inversen till ett element i en delgrupp är inversen till elementet i gruppen: om H är en delgrupp till en grupp G, och a och b är element i H sådana att ab = ba = eH, är ab = ba = eG.
- Snittet av delgrupperna A och B är också en delgrupp. Unionen av delgrupperna A och B är en delgrupp om och endast om A är en delgrupp i B eller vice versa, till exempel tillhör 2 och 3 unionen av 2Z och 3Z, men deras summa 5 gör det inte. Ett annat exempel är unionen av x-axeln och y-axeln i planet (med additionsoperationen); båda axlarna är delgrupper men deras union är det inte. Detta är också ett exempel på två delgrupper vars snitt är identitetselementet.
- Om S är en delmängd av G finns det en minsta delgrupp som innehåller S, som kan hittas genom att ta snittet av alla delgrupper som innehåller S; den betecknas <S> och kallas delgruppen som genereras av S. Ett element i G tillhör <S> om och endast om det är en ändlig produkt av element i S och deras inverser.
- Varje element a i en grupp G genererar den cykliska delgruppen <a>. Om <a> och Z/nZ är isomorfa för något positivt heltal n är n det minsta positiva heltalet för vilket an = e, och n kallas ordningen för a. Om <a> och Z är isomorfa sägs a ha oändlig ordning.
- Delgrupperna till varje given grupp bildar ett komplett gitter under inklusion, kallat delgruppsgittret. (Infimum är här mängdlärans vanliga snitt, men supremum av en mängd av delgrupper är delgruppen som genereras av unionen av delgrupperna, inte unionen själv.) Om e är identitetselementet i G är den triviala gruppen {e} den minimala delgruppen till G, medan den maximala delgruppen är G självt.

## Exempel
Låt G vara den abelska gruppen med elementen
G = {0, 2, 4, 6, 1, 3, 5, 7}
och operationen addition modulo åtta. Dess Cayleytabell är
| + | 0 | 2 | 4 | 6 | 1 | 3 | 5 | 7 |
| - | - | - | - | - | - | - | - | - |
| 0 | 0 | 2 | 4 | 6 | 1 | 3 | 5 | 7 |
| 2 | 2 | 4 | 6 | 0 | 3 | 5 | 7 | 1 |
| 4 | 4 | 6 | 0 | 2 | 5 | 7 | 1 | 3 |
| 6 | 6 | 0 | 2 | 4 | 7 | 1 | 3 | 5 |
| 1 | 1 | 3 | 5 | 7 | 2 | 4 | 6 | 0 |
| 3 | 3 | 5 | 7 | 1 | 4 | 6 | 0 | 2 |
| 5 | 5 | 7 | 1 | 3 | 6 | 0 | 2 | 4 |
| 7 | 7 | 1 | 3 | 5 | 0 | 2 | 4 | 6 |

Denna grupp har två icke-triviala delgrupper: J = {0, 4} och H = {0, 2, 4, 6}, där J också är en delgrupp till H. Cayleytabellen för H är den övre vänstra kvadranten i Cayleytabellen för G. Gruppen G är cyklisk, och det är även dess delgrupper. I allmänhet är delgrupper till cykliska grupper också cykliska.

## Sidoklasser ochLagranges sats
Givet en grupp G med en delgrupp H och något a i G definieras den vänstra sidoklassen aH = {ah : h tillhör H}. Eftersom a är inverterbar är avbildningen φ : H → aH så att φ(h) = ah en bijektion. Vidare ingår varje element i G i exakt en vänster sidoklass till H; de vänstra sidoklasserna är ekvivalensklasser som hör till ekvivalensrelationen a1 ~ a2 om och endast om a1−1a2 tillhör H. Antalet vänster sidoklasser till H kallas H:s index i G och betecknas [G : H]. 
Lagranges sats säger att för en ändlig grupp G och en delgrupp H gäller 
{\displaystyle [G:H]={|G| \over |H|}}
där |G| och |H| betecknar ordningen för G respektive H. Ordningen för varje delgrupp till G (och ordningen för varje element i G) måste vara en delare av |G|.
Högra sidoklasser definieras på motsvarande sätt: Ha = {ha : h tillhör H}. De är också ekvivalensklasser för en motsvarande ekvivalensrelation, och deras antal är [G : H]. 
Om aH = Ha för alla a i G kallas H en normal delgrupp. Varje delgrupp med index 2 är normal: både de vänstra och de högra sidoklasserna är helt enkelt delgruppen och dess komplement.